# Carme Miquel
Carme Miquel Diego (La Nucía, 14 de abril de 1944-Valencia, 18 de junio de 2019) fue una profesora y escritora española, reconocida por su trabajo en la recuperación del uso del valenciano en la enseñanza.

## Biografía
Carme Miquel nació en La Nucia, provincia de Alicante, en 1945,  (Marina Baixa), si bien la mayor parte de su vida ha transcurrido en la ciudad de València y en pueblos de la Marina Alta y de l’Horta Sud. Hija de maestros, se dedicó a la enseñanza durante treinta y nueve años en Tavernes de la Valldigna, Torrente, Alcácer y Valencia. A lo largo de su trayectoria ha participado en diferentes movimientos profesionales y sindicales. Fue pionera en la introducción del valenciano en los centros de enseñanza de la Comunidad Valenciana en los años 1980 y 1990. Participó en la fundación de la Sección de Pedagogía de Lo Rat Penat en 1964, y en la creación de la Coordinadora de Alumnos, Padres y Profesores por la Enseñanza Pública en Valenciano CAPPEPV en 1984, que daría lugar a la actual Federació Escola Valenciana, la cual presidió Carme Miquel de 1990 a 1994. Coordinadora y profesora de Didáctica de los cursos de lingüística valenciana del Instituto de Ciencias de la Educación (ICE), de la Universidad de Valencia, bajo la dirección de Manuel Sanchis Guarner, formó parte del equipo técnico del Plan experimental de la enseñanza del valenciano en el primer Consejo del País Valenciano (1978-1980).
Empezó a introducir la lengua valenciana en las aulas, primeramente de manera discreta para no despertar sospechas, con canciones, cuentos tradicionales, etc. Como los materiales escolares en valenciano eran inexistentes, los diseñaban, los escribían y los imprimían ellos mismos; con precaución, los compartían con otros docentes y así empezaban a circular. Es en este contexto es en el que hay que situar la publicación de su narración Un verano en la Marina Alta (1970).
Carme Miquel ha realizado escritos de carácter divulgativo y didáctico y también narraciones literarias y obras de ensayo. Además, publicó más de 1.500 artículos alrededor de la enseñanza, la lingüística y el medio ambiente, tanto a revistas pedagógicas como de información general
Ella tenía un vínculo muy estrecho con Ontinyent para participar en la fundación de Escuela valenciana en el edificio que fue suyo de la UV, al dinamizar la Coordinadora de la Vall d'Albaida. Por el uso y enseñanza del valenciano, además de por su presencia en los Encuentros de escuela valenciana hizo varias conferencias sobre lengua, educación y literatura. Fue también autora de material didáctico y coautora de libros de texto para la enseñanza del valenciano, como Vola Topi, Milotxa y
Micalet, y de una treintena de obras de literatura infantil, juvenil y para todos los públicos. Su novela Aigua en cistella fue reeditada más de diez veces y se vendieron cerca de veinte mil ejemplares. En 1997 recibió el Premio Samaruc de los bibliotecarios valencianos; el Premio de Novela Ciudad de Alcira en 1998, y la distinción a su trayectoria en los Premios de la Crítica de los Escritores Valencianos en 2016. La Fundación Bromera le otorgó, en 2019, el Premio al Fomento de la Lectura, y este mismo año recibió el Premio Isabel Ferrer por su trabajo para la educación en igualdad a lo largo de su vida.
El 15 de junio de 2016, a propuesta del Pleno de la Academia Valenciana de la Lengua, fue nombrada académica de dicha institución. Ahora, la Biblioteca del Campus de Ontinyent, que ofrece sus servicios a las titulaciones de Grado en Administración y Dirección de Empresas, Grado en maestro en Educación Infantil, Grado en Ciencias de la Actividad Física y del Deporte y Grado en Enfermería, recibirá el nombre de Carme Miquel i Diego en homenaje a la escritora valenciana. Falleció en junio de 2019 y, meses después, la Generalidad Valenciana le otorgó postúmamente la Distinción de la Generalitat «como reconocimiento a su dedicación como docente, y al activismo cívico, lingüístico y pedagógico a lo largo de su vida, convencida de que ser maestra obliga a luchar por una sociedad diferente».

## Frases célebres
“Negar-nos a la nostra llengua és negar-nos a moltes de les singularitats que tenim”
“És molt important rebre este guardó perquè dóna visibilitat a la importància de llegir i ens recorda a tota la gent, en general, que hem de fomentar-la, cadascú des de l’àmbit on estiga. És com un toc d’atenció”
“Jo vaig arribar a l’escriptura, o a publicar, a causa de l’ensenyament. Quan vaig començar a treballar de mestra, no hi havia valencià a l’escola de manera oficial. Ans al contrari. Alguns volíem introduir-lo, però el que passava és que no hi havia suficients materials en la nostra llengua. I vàrem decidir que nosaltres els crearíem a través de contes populars o d’altres lectures que vàrem inventar”

## Obras destacadas
"Aigua en cistella" uno de los títulos literarios más destacados en su carrera. Gracias a este libro, consiguió el Premio Novela Ciudad De Alzira, en el año 1998, nos relata las aventuras y andanzas de su protagonista mediante una mirada tierna y cálida, en una ciudad de Valencia en plena explosión social en tiempos de posguerra.